# تحدمية
التحدمية (بالإنجليزية: Hyphema)‏ تجمع الدم في غرفة العين الأمامية وينجم غالبا عن رضح كليل (Blunt Trauma) وقد يؤدي إلى فقد بصر جزئي أو كلي وفي بعض الاحوال يتعافى المريض تعافيا تاما .

## الأسباب
يسبب التحدمية التعرض للإصابات والجروح في العين من الجهة الأمامية جراء الحوادث اليومية.

## العلاج
يتم العلاج عادة بعدة خطوات كالآتي:
1. تجنيب المريض الأعمال التي تحتاج جهدا حتى ولو كان قليلا لأن ذلك يؤدي تباعا إلى تزايد تدفق الدم إلى الجزء الأمامي من العين ومن ثم إعاقة مسار النظر #الرؤية.